# Spoorlijn Remscheid-Lennep - Remscheid-Hasten
De spoorlijn Remscheid-Lennep - Remscheid-Hasten is een Duitse spoorlijn tussen Remscheid-Lennep en Remscheid-Hasten. De lijn is als spoorlijn 2705 onder beheer van DB Netze.

## Geschiedenis
Het traject werd door de Bergisch-Märkische Eisenbahn-Gesellschaft (BME) in fases geopend: 
- Lennep - Remscheid: 1 september 1868
- Remscheid - Hasten: 1 september 1883

Het gedeelte tussen Remscheid en Hasten werd tussen 1986 en 1988 gesloten en vervolgens opgebroken.

## Treindiensten
Op het traject rijdt de S-Bahn Rhein-Ruhr de volgende routes:
| Serie | Treinsoort    | Route                                        | Bijzonderheden |
| ----- | ------------- | -------------------------------------------- | -------------- |
| S 7   | S-Bahn (VIAS) | Wuppertal Hbf – Remscheid Hbf – Solingen Hbf |                |

## Aansluitingen
In de volgende plaatsen is of was er een aansluiting op de volgende spoorlijnen:
Remscheid-Lennep
DB 2700, spoorlijn tussen Wuppertal-Oberbarmen en Opladen
DB 2703, spoorlijn tussen Remscheid-Lennep en Wuppertal-Rauenthal
Remscheid Hauptbahnhof
DB 2706, spoorlijn tussen Remscheid Hauptbahnhof en Remscheid-Bliedinghausen
DB 2675, spoorlijn tussen Solingen en Remscheid